# 列泽
列泽（法語：Liézey，法語發音：[ljezɛ] ⓘ）是法国大東部大區孚日省的一个市镇，属于孚日圣迪耶区。

## 地理
列泽（48°5'37"N, 6°48'19"E）面积13.27 平方千米，位于法国大東部大區孚日省，该省份为法国东北部内陆省份，北起默兹省和默尔特-摩泽尔省，西接上马恩省，南至上索恩省和贝尔福地区省，东临上莱茵省和下莱茵省。
与列泽接壤的市镇（或旧市镇、城区）包括：尚德赖、热拉尔梅、格朗日-欧蒙泽、雷欧帕勒、勒托利。

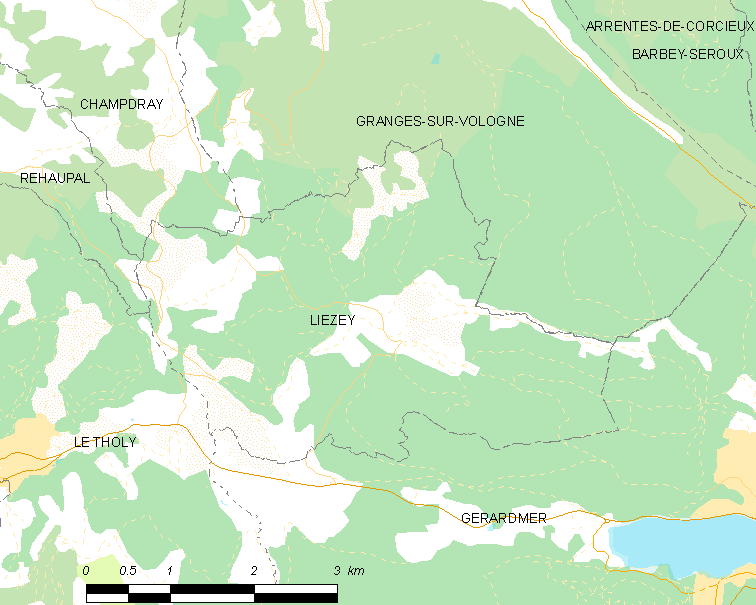
列泽的OSM定位图

列泽的时区为UTC+01:00、UTC+02:00（夏令时）。

## 行政
列泽的邮政编码为88400，INSEE市镇编码为88269。

## 政治
列泽所属的省级选区为热拉尔梅县。

## 人口

1962-2008年间列泽人口变化图示

列泽于2022年1月1日时的人口数量为301人。